# Fenrir (satélite)
Fenrir es un satélite de Saturno. Su descubrimiento fue anunciado por Scott S. Sheppard, David C. Jewitt, Jan Kleyna, y Brian G. Marsden el 4 de mayo de 2005, después de las observaciones realizadas entre el 13 de diciembre de 2004 y el 5 de marzo de 2005. Su designación provisional fue S/2004 S 16. 
Debe su nombre a Fenrir, lobo monstruoso de la mitología nórdica, hijo de Loki y de la gigante Angrboda, padre de Hati y de Sköll.